# Ночнарні
Ночнарні (Eurostopodinae) — підродина дрімлюгоподібних птахів родини дрімлюгових (Caprimulgidae). Включає 2 роди і 9 видів.

## Поширення
Представники підродини поширені в Австралазії, Південній і Південно-Східній Азії

## Роди
- Ночнар (Eurostopodus) — 7 видів
- Lyncornis — 2 види